# 2013년 일본 프로 야구 올스타전
2013년 일본 프로 야구 올스타전은 2013년 7월 19일과 7월 20일, 7월 22일에 열린 일본 프로 야구의 올스타전 경기이다.

## 개요
2008년부터 계속된 마쓰다의 특별 협찬을 받아 ‘마쓰다 올스타 게임 2013’(マツダオールスターゲーム2013)이라는 이름으로 개최됐다. 전년도와 마찬가지로 세 차례의 경기가 열렸다.
올스타전에서 홈런이 없는 것은 1953년 이후 60년 만이었다.
또한 통상 승리한 리그에게 주어지는 프로 야구 드래프트 회의에서의 지명 우선권은 1승 1무 1패·득실점차가 0이기 때문에 결정을 내릴 수가 없었던 터라 8월 22일에 12개 구단 대표자 회의에서 이루어진 추첨에 의해 퍼시픽 리그가 우선권을 얻었다.

## 일정
- 1차전 : 7월 19일

삿포로 돔(19시 07분에 시작, 퍼시픽 리그가 홈팀으로 취급)
- 2차전 : 7월 20일

메이지 진구 야구장(18시 09분에 시작, 센트럴 리그가 홈팀으로 취급)
- 3차전 : 7월 22일

이와키 그린 스타디움(18시 11분에 시작, 퍼시픽 리그가 홈팀으로 취급)
1. 홈은 1차전만 3루측[주 2]에, 2차전과 3차전은 1루측을 사용했다.
2. 3차전에 관해서는 2011년 3월 11일에 발생한 동일본 대지진과 후쿠시마 제1 원자력 발전소 사고로부터의 부흥을 바라는 목적으로 2011년에 일본제지 클리넥스 스타디움 미야기(미야기현), 2012년 이와테 현영 야구장(이와테현)에 이어 피해를 입은 후쿠시마현에서의 개최가 이뤄졌다.
3. 2차전과 3차전에는 예비일이 준비돼 있지만, 예비일에도 취소되면 개최되지 않는다. 예비일은 다음날에 개최되는 시합 장소로의 이동을 고려하여 주간 경기로 치러질 예정이었다(7월 24일부터 정규 시즌이 시작됨).

## 특별 행사
- 홈런 더비
- 야구 전당 헌액식(2차전 시작 전)

참석자 : 오노 유타카, 소토코바 요시로
※특별 헌액된 후쿠시마 가즈오에 대해서는 제95회 전국 고등학교 야구 선수권 대회의 기간 중(8일째인 같은 해 8월 15일 한신 고시엔 구장, 2차전 시작 전)에 별도로 헌액식을 가졌다.

## 출장 선수
| 범례 - 굵은 글씨 : 팬 투표에 의한 출장 - ※ : 선수간 투표에 의한 출장 - ◇ : 플러스 원 투표에 의한 출장 - ▲ : 출장 사퇴 선수 발생에 의한 보충 선수 - 그 외에는 감독 추천에 의한 출장 |

| 센트럴 리그 | 센트럴 리그        | 센트럴 리그 | 센트럴 리그 |
| ----------- | ------------------ | ----------- | ----------- |
| 감독        | 하라 다쓰노리      | 요미우리    |             |
| 코치        | 다카기 모리미치    | 주니치      |             |
| 코치        | 오가와 준지        | 야쿠르트    |             |
| 선발 투수   | 마에다 겐타※       | 히로시마    | 3           |
| 중간 계투   | 야마구치 데쓰야    | 요미우리    | 3           |
| 마무리 투수 | 이와세 히토키      | 주니치      | 10          |
| 투수        | 사와무라 히로카즈  | 요미우리    | 2           |
| 투수        | 스가노 도모유키    | 요미우리    | 첫 출장     |
| 투수        | 니시무라 겐타로    | 요미우리    | 첫 출장     |
| 투수        | 이시야마 다이치    | 야쿠르트    | 첫 출장     |
| 투수        | 야마모토 데쓰야    | 야쿠르트    | 첫 출장     |
| 투수        | 오가와 야스히로    | 야쿠르트    | 첫 출장     |
| 투수        | 오타케 간          | 히로시마    | 4           |
| 투수        | 노미 아쓰시        | 한신        | 2           |
| 투수        | 후지나미 신타로    | 한신        | 첫 출장     |
| 투수        | 미시마 가즈키      | DeNA        | 첫 출장     |
| 투수        | 미우라 다이스케    | DeNA        | 6           |
| 포수        | 아베 신노스케※     | 요미우리    | 10          |
| 포수        | 다니시게 모토노부  | 주니치      | 11          |
| 포수        | 후지이 아키히토    | 한신        | 첫 출장     |
| 1루수       | T. 블랑코※         | DeNA        | 4(1)        |
| 2루수       | 니시오카 쓰요시※   | 한신        | 6           |
| 3루수       | 미야모토 신야      | 야쿠르트    | 8           |
| 3루수       | H. 루나※           | 주니치      | 첫 출장     |
| 유격수      | 도리타니 다카시    | 한신        | 4           |
| 유격수      | 사카모토 하야토※   | 요미우리    | 6           |
| 내야수      | 데라우치 다카유키▲ | 요미우리    | 첫 출장     |
| 내야수      | 아라이 다카히로    | 한신        | 5           |
| 내야수      | 나카무라 노리히로  | DeNA        | 9           |
| 내야수      | 도바야시 쇼타◇     | 히로시마    | 2           |
| 외야수      | W. 발렌틴※         | 야쿠르트    | 3           |
| 외야수      | 마루 요시히로      | 히로시마    | 첫 출장     |
| 외야수      | 히로세 준          | 히로시마    | 2           |
| 외야수      | M. 머턴※           | 한신        | 3           |
| 외야수      | 조노 히사요시※     | 요미우리    | 3           |
| 외야수      | 오시마 요헤이      | 주니치      | 2           |

| 퍼시픽 리그 | 퍼시픽 리그        | 퍼시픽 리그 | 퍼시픽 리그 |
| ----------- | ------------------ | ----------- | ----------- |
| 감독        | 구리야마 히데키    | 닛폰햄      |             |
| 코치        | 와타나베 히사노부  | 세이부      |             |
| 코치        | 아키야마 고지      | 소프트뱅크  |             |
| 선발 투수   | 다나카 마사히로※   | 라쿠텐      | 6           |
| 중간 계투   | 마스이 히로토시    | 닛폰햄      | 2           |
| 마무리 투수 | 히라노 요시히사    | 오릭스      | 5           |
| 투수        | 기사누키 히로시    | 닛폰햄      | 3           |
| 투수        | 야누키 도시유키    | 닛폰햄      | 첫 출장     |
| 투수        | 요시카와 미쓰오    | 닛폰햄      | 2           |
| 투수        | 기쿠치 유세이      | 세이부      | 첫 출장     |
| 투수        | 마키타 가즈히사    | 세이부      | 2           |
| 투수        | 이와사키 쇼        | 소프트뱅크  | 첫 출장     |
| 투수        | 센가 고다이        | 소프트뱅크  | 첫 출장     |
| 투수        | 아오야마 고지      | 라쿠텐      | 2           |
| 투수        | 마스다 나오야      | 지바 롯데   | 2           |
| 투수        | 니시노 유지        | 지바 롯데   | 첫 출장     |
| 투수        | 사토 다쓰야        | 오릭스      | 첫 출장     |
| 포수        | 이토 히카루        | 오릭스      | 첫 출장     |
| 포수        | 시마 모토히로※     | 라쿠텐      | 5           |
| 포수        | 쓰루오카 신야      | 닛폰햄      | 2           |
| 1루수       | 이대호※            | 오릭스      | 2           |
| 2루수       | 이구치 다다히토※   | 지바 롯데   | 9           |
| 3루수       | 마쓰다 노부히로※   | 소프트뱅크  | 3           |
| 유격수      | 마쓰이 가즈오※     | 라쿠텐      | 8           |
| 내야수      | 오비키 게이지      | 닛폰햄      | 첫 출장     |
| 내야수      | 아사무라 히데토    | 세이부      | 첫 출장     |
| 내야수      | 이마에 도시아키    | 지바 롯데   | 2           |
| 내야수      | 스즈키 다이치      | 지바 롯데   | 첫 출장     |
| 외야수      | 이토이 요시오※     | 오릭스      | 5           |
| 외야수      | 나카타 쇼※         | 닛폰햄      | 3           |
| 외야수      | 오타니 쇼헤이      | 닛폰햄      | 첫 출장     |
| 외야수      | 요 다이칸※         | 닛폰햄      | 2           |
| 외야수      | 하세가와 유야      | 소프트뱅크  | 2           |
| 외야수      | 우치카와 세이이치◇ | 소프트뱅크  | 5           |
| 지명타자    | A. 존스※           | 라쿠텐      | 첫 출장     |

- 숫자는 출장 횟수를 뜻하며 괄호 안에 있는 숫자는 상기 횟수 가운데 부상 때문에 출전하지 못한 횟수.

1. ↑  왼쪽 무릎 장경인대염에 의한 부상 때문에 출전을 포기했으며 루나를 대체할 선수로서 데라우치가 출장했다.

더욱이 사퇴한 선수는 부상 여부에 상관 없이 야구 협약 86조에 의해 올스타전 종료 후 후반기 시작 시점부터 10경기 동안 선수 등록이 불가능하다.

## 올스타전 경기 결과

### 1차전

#### 스코어
| 팀                              | 1 | 2 | 3 | 4 | 5 | 6 | 7 | 8 | 9 | R | H | E |
| 센트럴                          | 0 | 0 | 0 | 0 | 0 | 0 | 1 | 0 | 0 | 1 | 5 | 0 |
| 퍼시픽                          | 1 | 0 | 0 | 0 | 0 | 0 | 0 | 0 | 0 | 1 | 7 | 0 |
| 승리 투수: 없음 패전 투수: 없음 |   |   |   |   |   |   |   |   |   |   |   |   |

#### 출장 선수
| 센트럴 | 센트럴 | 센트럴            |
| 타순   | 수비   | 선수              |
| ------ | ------ | ----------------- |
| 1      | (二)   | 니시오카 쓰요시   |
| 2      | (유)   | 도리타니 다카시   |
| 3      | (지)   | W. 발렌틴         |
| 4      | (포)   | 아베 신노스케     |
| 5      | (一)   | T. 블랑코         |
| 6      | (三)   | 나카무라 노리히로 |
| 7      | (우)   | 조노 히사요시     |
| 8      | (중)   | 마루 요시히로     |
| 9      | (좌)   | 히로세 준         |
|        | (투)   | 마에다 겐타       |

| 퍼시픽 | 퍼시픽 | 퍼시픽          |
| 타순   | 수비   | 선수            |
| ------ | ------ | --------------- |
| 1      | (중)   | 요 다이칸       |
| 2      | (三)   | 마쓰다 노부히로 |
| 3      | (우)   | 이토이 요시오   |
| 4      | (좌)   | 나카타 쇼       |
| 5      | (지)   | A. 존스         |
| 6      | (一)   | 이대호          |
| 7      | (二)   | 아사무라 히데토 |
| 8      | (포)   | 이토 히카루     |
| 9      | (유)   | 오비키 게이지   |
|        | (투)   | 다나카 마사히로 |

#### 수상 선수
MVP
- 사와무라 히로카즈(요미우리)

팀의 두 번째 투수로 등판, 3이닝 1피안타 무실점의 호투를 보였다. 투수의 MVP 수상은 2012년 2차전의 마에다 겐타(히로시마)에 이은 2년 연속 수상이며 요미우리 투수의 MVP 수상은 1984년 3차전의 에가와 스구루 이후 29년 만에 두 번째이다.
감투 선수상
- 이토이 요시오(오릭스)

퍼시픽 올스타팀의 유일한 점수인 적시타를 포함해 2안타 1타점을 기록했다.
- 다나카 마사히로(라쿠텐)

2이닝을 던져 무실점을 기록했다.
- 나카무라 노리히로(DeNA)

센트럴 올스타팀의 유일한 점수인 동점 적시타를 때려냈는데 전년도 1차전 MVP에 이어 수상자로 선정됐다.

### 2차전

#### 스코어
| 팀 | 1 | 2 | 3 | 4 | 5 | 6 | 7 | 8 | 9 | R | H | E |
| 퍼시픽 | 1 | 0 | 0 | 0 | 0 | 0 | 0 | 0 | 0 | 1 | 8 | 0 |
| 센트럴 | 0 | 1 | 1 | 0 | 0 | 1 | 0 | 0 | X | 3 | 9 | 0 |
| 승리 투수: 오가와 야스히로(야쿠르트) 패전 투수: 마키타 가즈히사(세이부) 세이브: 야마모토 데쓰야(야쿠르트) |   |   |   |   |   |   |   |   |   |   |   |   |

#### 출장 선수
| 퍼시픽 | 퍼시픽 | 퍼시픽            |
| 타순   | 수비   | 선수              |
| ------ | ------ | ----------------- |
| 1      | (우)   | 오타니 쇼헤이     |
| 2      | (중)   | 하세가와 유야     |
| 3      | (지)   | 우치카와 세이이치 |
| 4      | (좌)   | 나카타 쇼         |
| 5      | (一)   | 이대호            |
| 6      | (三)   | 이마에 도시아키   |
| 7      | (포)   | 이토 히카루       |
| 8      | (유)   | 마쓰이 가즈오     |
| 9      | (二)   | 스즈키 다이치     |
|        | (투)   | 마키타 가즈히사   |

| 센트럴 | 센트럴 | 센트럴            |
| 타순   | 수비   | 선수              |
| ------ | ------ | ----------------- |
| 1      | (유)   | 사카모토 하야토   |
| 2      | (二)   | 도리타니 다카시   |
| 3      | (좌)   | M. 머턴           |
| 4      | (우)   | W. 발렌틴         |
| 5      | (지)   | T. 블랑코         |
| 6      | (一)   | 아라이 다카히로   |
| 7      | (三)   | 미야모토 신야     |
| 8      | (중)   | 오시마 요헤이     |
| 9      | (포)   | 다니시게 모토노부 |
|        | (투)   | 스가노 도모유키   |

#### 수상 선수
MVP
- 아라이 다카히로(한신)

3회에 역전 적시타를 포함해 3안타 맹타를 보였다. 한신 야수의 MVP 수상은 2006년 2차전의 후지모토 아쓰시 이후 7년 만이다.
감투 선수상
- 사카모토 하야토(요미우리)

6회에 승부를 결정짓는 적시타를 포함하는 등 3안타 1타점의 활약을 보였으며 자신은 3년 연속 감투 선수상을 차지하게 됐다.
- 센가 고다이(소프트뱅크)

2이닝을 던져 1피안타 무실점 5탈삼진의 호투를 보였다.
- 하세가와 유야(소프트뱅크)

3안타 맹타를 휘두르는 활약을 보였다.

### 3차전

#### 스코어
| 팀 | 1 | 2 | 3 | 4 | 5 | 6 | 7 | 8 | 9 | R | H | E |
| 센트럴                                                                                                 | 0 | 0 | 0 | 0 | 1 | 0 | 0 | 0 | 0 | 1 | 8 | 1 |
| 퍼시픽                                                                                                 | 0 | 0 | 0 | 0 | 0 | 0 | 0 | 3 | X | 3 | 9 | 3 |
| 승리 투수: 마스다 나오야(지바 롯데) 패전 투수: 야마모토 데쓰야(야쿠르트) 세이브: 아오야마 고지(라쿠텐) |   |   |   |   |   |   |   |   |   |   |   |   |

#### 출장 선수
| 센트럴 | 센트럴 | 센트럴          |
| 타순   | 수비   | 선수            |
| ------ | ------ | --------------- |
| 1      | (유)   | 사카모토 하야토 |
| 2      | (二)   | 니시오카 쓰요시 |
| 3      | (우)   | W. 발렌틴       |
| 4      | (지)   | T. 블랑코       |
| 5      | (一)   | 아라이 다카히로 |
| 6      | (중)   | 조노 히사요시   |
| 7      | (좌)   | 마루 요시히로   |
| 8      | (三)   | 도바야시 쇼타   |
| 9      | (포)   | 후지이 아키히토 |
|        | (투)   | 노미 아쓰시     |

| 퍼시픽 | 퍼시픽 | 퍼시픽          |
| 타순   | 수비   | 선수            |
| ------ | ------ | --------------- |
| 1      | (중)   | 요 다이칸       |
| 2      | (좌)   | 하세가와 유야   |
| 3      | (우)   | 이토이 요시오   |
| 4      | (一)   | 나카타 쇼       |
| 5      | (지)   | A. 존스         |
| 6      | (三)   | 마쓰다 노부히로 |
| 7      | (二)   | 아사무라 히데토 |
| 8      | (포)   | 시마 모토히로   |
| 9      | (유)   | 스즈키 다이치   |
|        | (투)   | 기사누키 히로시 |

#### 수상 선수
MVP
- 우치카와 세이이치(소프트뱅크)

8회 결승점이 되는 역전 적시 2루타를 날린 활약을 보였다. 소프트뱅크 야수의 MVP는 2009년 2차전의 마쓰나카 노부히코 이후 4년 만이다.
감투 선수상
- 오타케 간(히로시마)

3이닝을 던져 1피안타 무실점을 기록했다.
- 아라이 다카히로(한신)

4타수 2안타의 활약을 보였고 2차전 MVP에 이어 수상자로 선정됐다.
- 오타니 쇼헤이(닛폰햄)

8회에 역전의 발판이 되는 동점 적시타를 날렸다.
SKYACTIV TECHNOLOGY상(3경기를 통해서 가장 팬들의 인상에 남은 선수)
- 오타니 쇼헤이(닛폰햄)

1차전에서는 투수로서 1이닝을 던졌고, 던진 후에는 야수로 뛰면서 신인으로서는 처음으로 ‘이도류’를 보여줬다. 2차전에서는 1번 타자로서 모든 타석에 출전했는데 특히 첫 타석에 스가노 도모유키로부터 2루타를 날렸다. 그리고 3차전에서는 교체 출전하여 역전의 물꼬를 트는 동점 적시타를 날린다.

### 주해
1. ↑  3경기제에서 타이 기록으로 끝난 것은 1982년 이후 31년 만이다.
2. ↑  삿포로 돔에서는 홈팀이 3루측을 사용하고 원정팀은 1루측을 사용한다.

### 출전
1. ↑  ‘3試合連続の本塁打なし…60年ぶりの珍事’ - MSN 산케이 뉴스, 2013년 7월 22일
2. ↑  ‘プロ野球:ドラフト優先権はパ　オールスターで決まらず’ - 마이니치 신문, 2013년 8월 22일

## 같이 보기
- 일본 야구 기구
- 일본 프로 야구 올스타전